# IPv6
Internet protokol verzija 6, ili kraće IPv6 je relativno nova verzija internet protokola koja će najvjerojatnije postati sljedeća standardna verzija komunikacijskog protokola na najvećoj računaloj mreži danas - Internetu. Trenutačno najraširenija verzija je IP verzija 4, ili kraće IPv4. Pojedine verzije internet protokola se razlikuju po načinu adresiranja, izgledu zaglavlja paketa, ali i brojnim drugim detaljima. Najvažnija karakteristika IPv6 je da koristi 128-bitnu IP adresu, tj. propisana duljina svake IP adrese u ovoj verziji protokola je 128 bita.

## Zašto nova verzija Internet protokola?
S obzirom na to da je IP adresa u verziji IPv4 propisane duljine od 32 bita, lako je izračunati da je maksimalni broj različitih adresa 232, ili približno 4,3·109 odnosno 4,3 milijarde adresa. Iako se taj broj čini prilično velikim, širenje Interneta i rast potrebe za novim IP adresama doveli su do toga da je taj adresni prostor postao daleko premali za sve potrebe. Naime, nije daleko dan kada bi svaka osoba u svijetu trebala imati svoje osobno računalo koje treba javnu IP adresu, brojni su poslužitelji koji za svoj rad također trebaju IP adrese. Nadalje, otvara se i cijelo novo područje mobilne telefonije koje će se vrlo skoro integrirati s Internetom, a razvija se i područje različitih drugih uređaja (kućanski aparati, razni uređaji u industriji, prometu, turizmu...) koji će se također vrlo skoro koristiti ili se već koriste Internetom za razmjenu i prikupljanje informacija, komunikaciju, upravljanje na daljinu i sl.
Stoga su predložena različita rješenja, od kojih je najlogičnije rješenje implementacija internet protokola koji bi imao veći raspon raspoloživih adresa; upravo je tako i nastao IPv6. Kako IPv6 koristi 128-bitnu IP adresu, jednostavna računica pokazuje da je moguće imati ukupno 3,4·1038 različitih adresa. Taj je broj teško uopće pojmiti, dovoljno je ovdje reći da je gotovo nemoguće zamisliti realnu situaciju u kojoj taj broj različitih adresa ne bi bio dovoljan za danas zamislive primjene.
Međutim, pogrešno je reći da je duljina adrese jedina prednost koju IPv6 donosi u odnosu na IPv4, jer je ta verzija dizajnirana da umanji ili potpuno otkloni još brojna druga tehnička ograničenja i manjkavosti koje karakteriziraju IPv4.

## IPv6 adrese
IPv6 adresa je u osnovi niz od 128 bitova, dakle 128 znakova 0 ili 1. Uobičajeno je da se ti binarni brojevi iz razloga jednostavnosti zapisuju kao osam grupa od po četiri heksadekadske znamenke odvojene dvotočkama. Često se iza adrese nalazi kosa crta i tzv. prefiks, koji onda tu adresu pretvara u raspon IPv6 adresa. Na primjer, 2001:0db8:85a3:08d3:1319:8a2e:0370:7334 je valjana IPv6 adresa.
Ako je jedna od grupa od 4 znamenke 0000, te se nule u prikazu mogu ispustiti. Primjerice, 2001:0db8:85a3:0000:1319:8a2e:0370:7344 možemo skratiti u prikazu kao 2001:0db8:85a3::1319:8a2e:0370:7344. Ako dalje nastavimo po istom pravilu, bilo koji broj 0000 grupa koje slijede jedna za drugom mogu se ispustiti i zamijeniti s dvije dvotočke, ali samo dok imamo samo jednu dvotočku u zapisu. Na taj način sve donje adrese su ekvivalentne i valjane IPv6 adrese: 
```
2001:0DB8:0000:0000:0000:0000:1428:57ab
2001:0DB8:0000:0000:0000::1428:57ab
2001:0DB8:0:0:0:0:1428:57ab
2001:0DB8:0::0:1428:57ab
2001:0DB8::1428:57ab
```

Nije dopušteno imati više puta dvije dvotočke zaredom, jer bi to potencijalno dovelo do problema. Kao primjer, promotrimo sljedeće valjane IPv6 adrese:
```
2001:0000:0000:0000:0000:0000:25de:cade
2001:0000:0000:0000:0000:25de:0000:cade
2001:0000:0000:0000:25de:0000:0000:cade
2001:0000:0000:25de:0000:0000:0000:cade
2001:0000:25de:0000:0000:0000:0000:cade
2001:25de:0000:0000:0000:0000:0000:cade
```

Ako bi bilo dopušteno višestruko korištenje dvostrukih dvotočaka, sve bi te adrese mogli skratiti na isti oblik, što jasno ne bi smjelo biti moguće: 2001::25de::cade. 
Vodeće nule unutar jedne grupe od 4 znamenke se također mogu ispustiti. Tako recimo adresu 2001:0DB8:02de::0e13 možemo pisati kao 2001:DB8:2de::e13.